# Göta pansarlivgardes detachement på Gotland
Göta pansarlivgardes detachement på Gotland, även känt som Göta pansarlivgardes kompani på Gotland (P 1 G), var ett pansarförband inom svenska armén som verkade i olika former åren 1944–1963. Förbandsledningen var förlagd i Visby garnison i Visby.

## Historik
Förbandet bildades 1944 som ett detachement på Gotland till Göta livgarde (P 1). Detachementet utgjordes huvudsakligen av ett tungt stridsvagnskompani, vilket hade tillförts från 10. pansarbrigaden. Till en början beväpnades kompaniet med 18 vagnar av Stridsvagn m/42, vilka byttes ut i september mot 20 vagnar av Stridsvagn m/41. Den 30 mars 1963 avvecklades detachementet. Detta för att den 1 april 1963 tillsammans med Gotlands infanteriregemente (I 18) bilda Gotlands regemente (P 18).

## Förläggningar och övningsplatser

### Förläggning
Den 1 oktober 1944 förlades detacherades kompaniet till Gotland. Detachementet förlades till ett barackläger vid Gotlands infanteriregemente (I 18). Från 1946 flyttade detachementet in i en nyuppförd kasern, Kasern IV (från 1960-talet känd som kasern Havde), vid Gotlands infanteriregemente.

#### Övningsplatser
Detachementet på Gotlands bedrev sin övningsverksamhet vid Hällarna i Visby samt vid Tofta skjutfält.

## Heraldik och traditioner
Göta pansarlivgardes kompani på Gotland delade heraldik och traditioner med Göta pansarlivgarde. 

## Förbandschefer
Nedan lista är en förteckning över detachementets chefer under åren 1944–1963.

- 1944–1945: Kapten Rolf von Krusenstierna
- 1945–1949: Kapten Bengt Ewertz
- 1949–1953: Kapten Sten Sundblad
- 1953–1955: Kapten Gustaf Follin
- 1955–1959: Kapten Gunnar Lagerström
- 1959–1963: Kapten Bo Forsman

## Namn, beteckning och förläggningsort
| Göta pansarlivgardes kompani på Gotland | 1944-10-01 | – | 1963-03-31 |

| P 1 G | 1944-10-01 | – | 1963-03-31 |

| Visby garnison (F)  | 1944-10-01 | – | 1963-03-31 |
| Tofta skjutfält (Ö) | 1944-10-01 | – | 1963-03-31 |
| Hällarna/Visby (Ö)  | 1944-10-01 | – | 1963-03-31 |